# Videochat

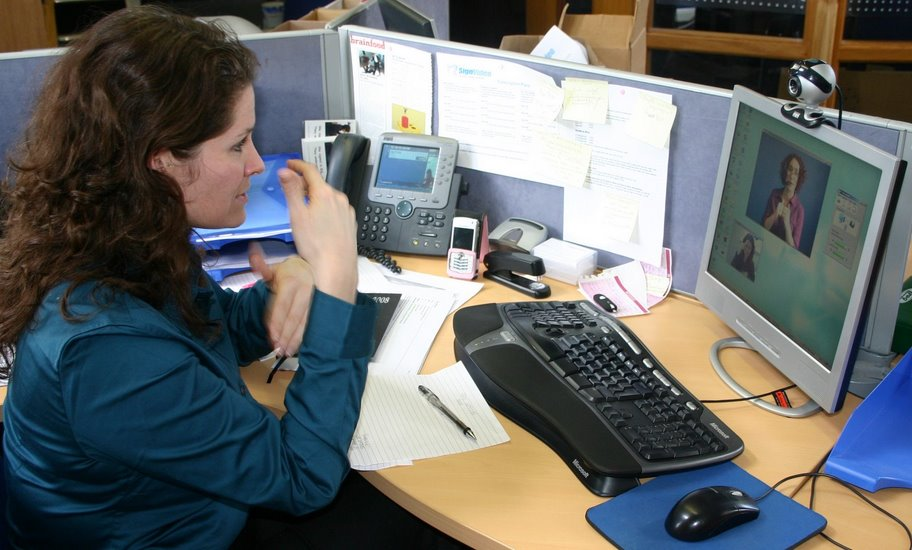

Videochatul este un serviciu web care permite utilizatorilor de internet să comunice între ei și în regim video (+ audio) pe lângă modul de conversație text.
Un tip aparte de videochat este videochatul erotic numit și camchat⁠(en)[traduceți] – o activitate de expunere pentru o anumită perioadă a unui model în fața unei camere web, gratis sau contra plată.